# Antonio Tatò
Antonio Tatò (Roma, 5 novembre 1921 – Roma, 5 novembre 1992) è stato un politico, sindacalista e editore italiano. Fu tra i fondatori del Movimento dei cattolici comunisti (1943) divenuto poi Sinistra Cristiana (1944-45), responsabile del servizio stampa e dell'ufficio studi della CGIL (1949-1968), capo ufficio Stampa del PCI, segretario e stretto collaboratore di Enrico Berlinguer per quindici anni (1969-1984).

## Biografia

### Formazione familiare e culturale
Antonio Tatò è nato a Roma il 5 novembre 1921, il padre Francesco Tatò, pubblicista proveniente da Conversano (BA), era un noto giornalista parlamentare, di idee liberali e vicino alle posizioni di Francesco Saverio Nitti. La madre Ebe Cossio di Codroipo e Spilimbergo, discendeva da una antica famiglia friulana. Conseguì la laurea in giurisprudenza nel 1939 all'Università "La Sapienza" di Roma. Sin dagli anni del liceo frequentò l'Associazione culturale cattolica “Dante e Leonardo”  contraria al Regime.

### Prima militanza antifascista
Dal 1939 svolse attività clandestina antifascista. Chiamato alle armi nel 1941, consegue il grado di sottotenente. Allo scadere di una licenza di convalescenza, non si presenta alla visita di controllo e riprende l'attività politica militando clandestinamente nel Partito Comunista Cristiano (1941-1943). A Roma collaborò con Pietro Ingrao, Franco Rodano, Lucio Lombardo Radice, al giornale clandestino Pugno chiuso, di cui esce un solo numero (oggi introvabile) nel 1943. Nel maggio 1943 venne arrestato e portato nel carcere romano di Regina Coeli insieme agli altri del PCC. Rinviato a giudizio del tribunale speciale e del tribunale militare (come ufficiale dell'esercito accusato di attività sovversiva in zona di guerra), scampa la condanna a morte comminatagli grazie alla caduta del fascismo il 25 luglio 1943. Nel settembre 1943, sotto l'occupazione tedesca, è tra i fondatori del Movimento dei cattolici comunisti insieme a Franco Rodano e altri. Scrive articoli su Voce Operaia (organo di stampa del MCC), pubblicato a cura di Amedeo Coccia. Partigiano combattente, comandante per il MCC della V zona militare di Roma (S. Lorenzo, Portonaccio, Tiburtino III, Pietralata, Ponte Mammolo), gli viene riconosciuto il grado di capitano.

### Militanza politica, CGIL e PCI
Liberata Roma, Tatò sposa, il 7 agosto 1944, Erminia Romano, musicista e compagna di militanza politica, futura direttrice d'orchestra, con la quale avrà quattro figli (Giovanna, Carla, Franco Salvatore e Paola Cecilia Laura). Successivamente sposerà, in seconde nozze, la senatrice Giglia Tedesco. Scioltosi il Partito della Sinistra cristiana (prosecuzione del MCC) il 9 dicembre 1945, Tatò aderisce al Partito Comunista Italiano (segretario generale Palmiro Togliatti). Tatò viene scelto da Togliatti come vice responsabile della Commissione lavoro di massa della Direzione del Partito. Entra nella CGIL (segretario generale Giuseppe Di Vittorio) e dal 1951 dirige, scrivendovi numerosi articoli, il Notiziario CGIL (Confederazione generale italiana del lavoro) e, successivamente Rassegna Sindacale. Gli venne poi assegnato anche l’incarico di corrispondente per la Federazione sindacale mondiale. Scrive anche articoli di carattere sindacale ed economico sul Dibattito politico periodico fondato e diretto da Mario Melloni e Ugo Bartesaghi (1954-1959), con lo pseudonimo Vindice Vernari e su vari altri giornali e periodici. Nel 1959 è eletto nel consiglio generale della CGIL. Dal 1966 collaborò inoltre con la Scuola centrale della CGIL, per la quale tenne una serie di conferenze. Un riconoscimento del suo ruolo di studioso giunse nel 1968, quando la segreteria della CGIL gli affidò la costituzione e direzione del Ufficio Studi della stessa CGIL, con l’obiettivo di favorire ricerche sulle trasformazioni in atto a livello nazionale e internazionale. Nel luglio 1969 è chiamato alla direzione del PCI come segretario di Enrico Berlinguer e capo dell'Ufficio Stampa che diresse per quindici anni, fino alla morte di quest'ultimo (1984). Nel quindicennio berlingueriano, Tatò svolge una complessa attività di rapporti con i partiti, le istituzioni, i sindacati, il Quirinale, la Curia Romana, i mass media, di cui riferisce sempre a Berlinguer, ne discute con lui e offre riflessioni anche molto corpose, quasi dei saggi come afferma lo studioso Giulio Marcon, consulente storico del film La grande Ambizione del regista Andrea Segre (uscita prevista ottobre 2024).
Sempre in quegli anni frequenta anche gli ambienti culturali e artistici improntati ai temi sociali e morali. Incontra artisti come Renato Guttuso, Giacomo Manzù, Aldo Natili. Una solida amicizia lo legherà per anni al pittore siciliano Renato Guttuso che lo ritrarrà in alcuni suoi quadri riconoscendo il sodalizio che unì Berlinguer e Tatò per quindici anni. Il più famoso è Comizio di quartiere, del 1975, dove, sul palco rosso davanti alla folla, accanto a Berlinguer di spalle si vede sulla sinistra Tatò di profilo. Nel 1982 Berlinguer gli affidò il ruolo di portavoce ufficiale di se stesso. È eletto al comitato centrale del PCI (Partito Comunista Italiano) nel 1972.
Nel 1988 fonda e dirige l'agenzia di Stampa «DIRE». Quando, nel 1991, il PCI si trasforma in PDS, Tatò, sostenitore della mozione Occhetto, viene nominato nella presidenza della commissione di garanzia. Muore a Roma nel 1992.

## Opere

### Opere (Autore e Curatore)
- Di Vittorio: l'uomo, il dirigente vol. I (1892-1944), II (1944-1951), III (1952-1957) a cura e con prefazione di A. Tatò, E.S.I., 1968-1970;
- Comunisti e mondo cattolico oggi, a cura di A. Tatò, Roma, Editori Riuniti, 1977;
- Conversazioni con Berlinguer, a cura di A. Tatò, Roma, Editori Riuniti, 1984;
- Caro Berlinguer. Note e appunti riservati di Antonio Tatò a Enrico Berlinguer, introduzione di Francesco Barbagallo, Torino, Einaudi, 2003[29].[30]

### Articoli, interviste, saggi
(Tra i più importanti)
Sul Notiziario della CGIL:
- Perché la FIAT è in crisi? (30 settembre 1951).[31]

Sul Dibattito politico(settimanale diretto da Mario Melloni e Ugo Bartesaghi ):
- Le elezioni alla FIAT (9 aprile 1955);
- L'assunzione forca caudina (23 aprile 1955);
- Parabola discendente (7 maggio 1955);
- I tranvieri (23 maggio 1955);
- L'occasione per un'autocritica (6 giugno 1955);
- Sulla contrattazione aziendale (20 giugno 1955);
- Un caso esemplare di centralismo democratico (11 luglio 1955);
- Alla ricerca di una tattica sindacale (18 luglio 1955);
- La libertà nei luoghi di lavoro (25 luglio 1955);
- I sindacati di fronte alla grande azienda (8 agosto 1955);
- CGIL e CISL, due concezioni sindacali (27 febbraio 1956);
- La CISL attacca le Commissioni interne (19 settembre 1956);
- Nuova tattica per nuove situazioni (26 settembre 1956);
- Sindacato di classe e politica aziendale (24 ottobre 1956);
- Il protocollo d'intesa CISL-Montecatini (14 novembre 1956);
- Il pendolo sindacale (12 dicembre 1956).

Su Rassegna sindacale:
- L'autonomia e l'unità sindacale (novembre 1956);[34]
- Retribuzione eguale a lavoro eguale (settembre-ottobre 1957);[35]
- Un voto di classe, un voto per l'unità (aprile 1958);
- Tre generazioni che sono una (maggio-giugno 1958);
- Ragioni di una scelta e di un giudizio (luglio 1958);
- Politica di "apertura sociale" (dicembre 1958);
- CISL e UIL dopo il congresso del PSI (gennaio 1959);
- Sindacati e governo monocolore (febbraio 1959);
- La CISL e il suo III congresso (marzo 1959)
- Che cosa c'è al fondo della crisi governativa? (marzo 1960);
- I sindacati sono contro Tambroni (maggio 1960);
- L' Europa alle soglie del capitalismo di massa? (giugno 1960);
- Unità sindacale organica e politica di sviluppo in "Economia e sindacato", numero speciale (settembre 1961);[36]
- Unità, libertà, autonomia del Sindacato al V Congresso della CISL (maggio 1962);
- Le difficoltà del Movimento operaio cristiano (maggio 1966);
- Scuola centrale – anno primo (con Bruno Roscani, novembre-dicembre 1966);
- Società del benessere e condizione operaia (settembre 1967).

Atti di Congressi e convegni su politica ed economia:
- Ordinare la struttura della retribuzione secondo la logica e i fini del sindacato in Politica ed economia, periodico del Centro Studi di Politica Economica, Roma, 1957-1962 fascicolo 2/3, pagina iniziale 59;[37]
- Riflessi del progresso tecnologico sulle componenti della retribuzione, sull'inquadramento professionale dei lavoratori e sull'articolazione organizzativa e contrattuale dei Sindacati della CGIL; Il progresso tecnologico e società italiana in " Lavoratori e sindacati di fronte alle trasformazioni del processo produttivo"- Atti della IV sezione del Congresso internazionale di studio sul progresso tecnologico e la società italiana, promosso dal Comune di Milano e dal Centro nazionale prevenzione e difesa sociale.  (a cura di Franco Momigliano), Feltrinelli,1962, pp. 319–376.[38]

Sui Quaderni di Rassegna sindacale:
- Discutendo di sindacato, prezzi. Salario, e produttività (n. 1/1963, con Bruno Roscani).

Su Critica marxista:
- Sindacato, sistema sociale, partito proletario in Italia (gennaio-febbraio 1964).
- Laicità del partito e della politica (1985, n. 2-3, monografico: Gli anni di Berlinguer, pp. 201–216)

Sulla Rivista Trimestrale:
- L'autonomia sindacale nella programmazione economica (marzo 1964).[39]

Su Rinascita (Rivista):
- Giuseppe Di Vittorio da libertario a comunista (n. 44/1977)[40].
- La logica delle formule e quella dei programmi (Rinascita n.13 - 1986)[41]

Su l'Unità:
- Così nacquero parole e formule che segnarono la linea del Pci, di Antonio Tatò in Enrico Berlinguer, Edizione speciale della Collana Documenti pp. 145–161 (1985).[42]
- Berlinguer. Attualità e futuro: una scelta di scritti, discorsi, interviste di Enrico Berlinguer nel 5º anniversario della scomparsa a cura di Antonio Tatò (1989).[43]

Su Bimestrale Bozze '86:
- Per una nuova storia possibile: pensiero ma anche presenza, iniziativa, alleanze.  Relazione al convegno "Costituente pace", Cortona 11-12 ottobre 1986. Bozze '86, n.5/6,Edizioni Dedalo 1986.

## Hanno detto di lui
- " Che uno storico di domani sappia prenderne le misure in senso giusto, senza essere deviato d polemiche troppo contingenti" - Leopoldo Elia (1992)
- "E' tempo che di Antonio Tatò ci si occupi in sede storiografica, come protagonista importante di quel cinquantennio di vita italiana che è ormai alle nostre spalle" - Vittorio Tranquilli (2001).[44]
- Fino all'ultimo, pur sapendo di essere malato, è stato sulla breccia con lo stesso entusiasmo, la stessa aria giovanile e aitante, la stessa curiosità con la quale si era buttato nella lotta politica negli anni della Resistenza romana al nazismo e al fascismo […]. Fu al fianco di Di Vittorio, di Romagnoli, di Novella e presto conciliò le sue doti di dirigente con quelle di giornalista che aveva ereditato dal padre […]. Diventò contemporaneamente segretario di Berlinguer e responsabile dell'Ufficio stampa del partito. I primi rapporti fra i due non furono facilissimi; raramente si erano visti vicini due caratteri così diversi: introverso Enrico, estroverso al massimo Tonino; portato al pessimismo l'uno, sempre ottimista l'altro. Ma una volta scattata l'amicizia e la stima reciproca, fu proprio questa diversità a rendere preziosa la collaborazione di Tatò. (Luciano Barca)[45]
  - Io credo che Tonino vada ricordato, innanzitutto, per il modo in cui intendeva la politica, come un politico nel senso autentico, originario della parola. Generoso, appassionato, dinamico e insieme disciplinato, ordinato, metodico. Amante della vita, nella molteplicità delle sue forme, e sempre dedito, per una vita, a una causa, quella del movimento operaio, e alle sue organizzazioni, il sindacato, il partito. Funzionario di partito. Mi sembra di ricordare come anche Berlinguer rivendicasse questa identità professionale con orgoglio. E penso sia questa la chiave della profonda sintonia di Berlinguer segretario con l'uomo che fu sempre al suo fianco. La chiave appunto per comprendere un modo d'intendere e di vivere la politica che è forse tipico di una generazione di sinistra: quella che ha scelto nella lotta antifascista, e che è venuta costruendo, con numerose vittorie e non poche delusioni, il difficile tessuto della nostra democrazia. (Massimo De Angelis)
  - La sua vita, lo stile, le azioni e i risultati del lavoro di Tonino, in tutti questi anni, sono un esempio della politica vissuta come passione. Come attenzione alle cose della vita, alle sofferenze e alle ingiustizie della vita, e come volontà di incidere su di esse, di cambiare realmente, di intervenire in ogni momento negli aspetti più minuti della vita politica. Era anche attenzione nel valutare la realtà per quel che è, le relazioni, i rapporti di forza, anche, per quel che sono, e la convinzione che non ci si possa, però, limitare a registrarli, ma che la politica ha invece senso solo se su di essi si interviene, appunto per modificarli, per introdurre la novità. La sua casa era diventata, per i segretari del Pci prima e del Pds dopo, centro di incontri politici ad alto livello, incontri nei quali si respirava la volontà della politica – di quella politica che aveva fatto questa Repubblica – di ritrovare il respiro antico del progetto democratico. Ma ciò avveniva sempre in rapporto alle masse, avremmo detto un tempo, agli interessi, ai bisogni delle donne e degli uomini in carne ed ossa. Perché fuori di questo riferimento, di questo ancoraggio, non vi è reale creatività politica. Questa intuizione dell'agire politico, ne sono convinto, è il filo rosso che unisce l'esperienza di Tonino partigiano, militante nella Sinistra cristiana, nel sindacato, nel Pci, nel Pds. (Achille Occhetto)[46]
  - Tonino Tatò era stato fin da giovanissimo un funzionario di partito, di quel partito grigio, severo e disciplinato che era allora il Pci. Proveniva dalla sinistra cattolica, da quel gruppo di giovani che si era formato attorno a Franco Rodano e che nel periodo della clandestinità era stato molto attivo a Roma […]. La scelta di Berlinguer, la chiamata al suo fianco di Tonino, non fu certo casuale, vista l'attenzione che il segretario del Pci riservava al mondo cattolico e ai suoi orientamenti. Tonino Tatò riuscì rapidamente ad avere una grande, affettuosa influenza su Enrico e un grande prestigio negli ambienti del giornalismo e della politica romana, che impararono ben presto che per raggiungere Berlinguer era indispensabile passare attraverso Tonino. (Miriam Mafai)[47]

### Libri
- Vittorio Tranquilli: Antonio Tatò. La Resistenza, il Sindacato, Roma, Edizioni di storia e letteratura, 2001;[1]
- Biagio Marzo: L'ombra di Tatò su Berlinguer e Craxi, Lecce, Icaro, 2007;

### Articoli
- Agenzia DIRE: Tonino Tatò. La cronaca, le testimonianze, i servizi giornalistici sulla scomparsa, novembre 1992;
- È morto Antonio Tatò'  fu la voce di Berlinguer, la Repubblica, 6 novembre 1992;[2]
- Alberto Papuzzi: La morte di Antonio Tatò angelo custode di Berlinguer, La Stampa, 6 novembre 1992;
- Paolo Franchi: Se ne è andato in silenzio Tatò, l'angelo custode di Berlinguer, Corriere della sera, 6 novembre 1992;
- Luciano Barca: L'ottimismo di Tonino, L'Unità, 6 novembre 1992;
- Miriam Mafai: Quel cattolico comunista, La Repubblica, 6 novembre 1992;
- Giuseppe Loreta: Morto Tonino Tatò, l'intelligente ombra di Berlinguer, Il Messaggero, 6 novembre 1992;
- Franca Chiaromonte: L'ultimo saluto a Tonino Tatò, L'Unità, 8 novembre 1992;
- Massimo De Angelis: Quel rapporto tra vita e politica, L'Unità, 8 novembre 1992;
- Liliana Madeo: Il doppio funerale di Antonio Tatò, La Stampa, 8 novembre 1992;
- Giulio Andreotti: Quel Compromesso firmato in casa Tatò, Europeo, 20 novembre 1992;
- Giampaolo Pansa: Era più bello il PCI di Tonino?, L'Espresso, 22 novembre 1992;
- Bruno Roscani: Aiutò la CGIL a fare cultura, Nuova Rassegna Sindacale, 23 novembre 1992;
- Enrico Melchionda: L'isolamento di Berlinguer, la riabilitazione del craxismo, Aprile, novembre 2003;
- Fabio Silvestri: Berlinguer visto da vicino. Le note riservate di Antonio Tatò [...], 30 Giorni nella Chiesa e nel mondo, n. 4/2004.